# Oltețu
Oltețu – wieś w Rumunii, w okręgu Vâlcea, w gminie Zătreni. W 2011 roku liczyła 167 mieszkańców.